# Virginópolis (ort)
Virginópolis är en ort i Brasilien.   Den ligger i kommunen Virginópolis och delstaten Minas Gerais, i den sydöstra delen av landet, 600 km sydost om huvudstaden Brasília. Virginópolis ligger 751 meter över havet och antalet invånare är 10 572.
Terrängen runt Virginópolis är kuperad söderut, men norrut är den platt. Runt Virginópolis är det ganska glesbefolkat, med 23 invånare per kvadratkilometer.. Det finns inga andra samhällen i närheten.
Omgivningarna runt Virginópolis är huvudsakligen savann.